# Badische VI (alt)
Die Fahrzeuge der Gattung VI der Großherzoglich Badischen Staatseisenbahn waren Güterzug-Lokomotiven.
Die Lokomotiven waren die ersten dreifach gekuppelten Loks (Achsfolge C) in Deutschland. Bei der Konstruktion orientierte man sich an den Fahrzeugen der Gattung V. Stationiert wurden die Lokomotiven in Mannheim. Die Leistungen entsprachen den Erwartungen. Auf der Strecke von Karlsruhe nach Appenweier konnte ein 472 t schwerer Zug mit 24 bis 27,5 km/h gezogen werden. Auf kurzen Zwischensteigungen war jedoch eine Vorspannlokomotive erforderlich. Nach dem 1854 erfolgen Umbau auf Regelspur wurden die Lokomotiven noch eine Zeit lang in der Ebene eingesetzt.
Auffallend an der Konstruktion war, dass der Radstand zwischen den Achsen ungleich war; der Abstand zwischen den ersten beiden Achsen war erheblich größer (2.085 mm) als der zwischen der zweiten und dritten Achse (1.305 mm). Das Zweizylinder-Naßdampftriebwerk war außenliegend angeordnet. Der Antrieb erfolgte mittels gegabelter Treibstangen auf die mittlere Kuppelachse. Der Rahmen bestand aus zwei innenliegenden Gabelrahmen. Der Langkessel war ein Sharp-Kessel, der von Kessler nachgebaut wurde. Der Stehkessel war halbrund. Auf ihm ruhte ein schwarz gestrichener Dom. Daher wurde diese Ausführung auch als „Schwarzkopf“ bezeichnet. Der Schornstein war zylindrisch ausgeführt. Erfolgte die Beheizung mit Holz, erhielten die Lokomotiven einen Mantelschornstein mit Turbine. Die Stephenson-Steuerung war innenliegend. Die Vorderachse besaß obenliegende Blattfedern. Die beiden hinteren Achsen waren an einer gemeinsamen Blattfeder mit Ausgleichshebel abgefedert.
Beim Umbau auf Regelspur erhielten die Lokomotiven 1854 einen Außenrahmen. Der Stehkessel konnte gerade noch untergebracht werden. Da jedoch der Platz nicht reichte, konnte die vordere Achse nicht mehr angetrieben werden und wurde zur Laufachse. Beim Umbau wurden die Schilder der Lokomotiven JASON, ACHILLES, FRIDOLIN und MEDEA vertauscht.
Die Fahrzeuge hatten einen Schlepptender der Bauart 3 T 5,4.
In der zweiten Hälfte der 1860er Jahre wurden die Lokomotiven von der konstruktiv ähnlich aufgebauten Gattung VII a abgelöst.